# Церанув (гмина)
Церанув (пол. Ceranów) — сельская гмина (волость) в Польше, входит как административная единица в Соколувский повет, Мазовецкое воеводство. Население — 2531 человек (на 2004 год).

## Демография
| Перепись                       | Всего   | Всего | Женщины | Женщины | Мужчины | Мужчины |
| ------------------------------ | ------- | ----- | ------- | ------- | ------- | ------- |
| Единицы                        | человек | %     | человек | %       | человек | %       |
| Население                      | 2531    | 100   | 1235    | 48,8    | 1296    | 51,2    |
| Плотность населения (чел./км²) | 22,8    | 22,8  | 11,1    | 11,1    | 11,7    | 11,7    |

## Сельские округа
1. Адольфув
2. Церанув
3. Гарнек
4. Длуге-Гродзецке
5. Длуге-Гжимки
6. Длуге-Каменьске
7. Любеша
8. Натолин
9. Носки
10. Ольшев
11. Пшевуз-Нурски
12. Пустельник
13. Радость
14. Рытеле-Олехны
15. Рытеле-Сухе
16. Рытеле-Вшолки
17. Вулька-Надбужна
18. Вулька-Рытельска
19. Вшеборы
20. Завады

## Соседние гмины
1. Гмина Косув-Ляцки
2. Гмина Малкиня-Гурна
3. Гмина Нур
4. Гмина Стердынь
5. Гмина Зарембы-Косцельне